# Воздухи
Воздухи — упразднённая в 2012 году деревня (урочище) в Демянском муниципальном районе Новгородской области, входила в Ильиногорское сельское поселение.
Урочище расположено на Валдайской возвышенности на высоте 249 м над уровнем моря, в 10 км к западу Полновского плёса озера Селигер, у границы территории Валдайского национального парка, у административной границы Новгородской области и Тверской области.

## История
В Демянском уезде Новгородской губернии деревня Воздухи относилась к Полновской волости.
Во время Великой Отечественной войны здешняя местность была местом ожесточённых боёв, так во время Демянской операции 1942 года, в деревне располагался штаб 241-й стрелковой дивизии 34-й армии РККА, которой командовал Черняховский, Иван Данилович. На доме в котором располагался штаб установлена мемориальная доска, и когда деревня была жилой в этом доме был музей. Близ деревни братское захоронение советских воинов (203 бойца, 83 из них — безымянные).
Указом Президиума Верховного Совета СССР от 5 июля 1944 года была образована Новгородская область и Демянский район вошёл в её состав.
Во время неудавшейся всесоюзной реформы по делению на сельские и промышленные районы и парторганизации, в соответствии с решениями ноябрьского (1962 года) пленума ЦК КПСС «о перестройке партийного руководства народным хозяйством» с 10 декабря 1962 года был образован крупный Демянский сельский район, а административный Демянский район 1 февраля 1963 года был упразднён. Вотолинский сельсовет тогда вошёл в состав Демянского сельского района. Пленум ЦК КПСС, состоявшийся 16 ноября 1964 года восстановил прежний принцип партийного руководства народным хозяйством, после чего Указом Верховного Совета РСФСР от 12 января 1965 года сельские районы были преобразованы вновь в административные районы и решением Новгородского облисполкома № 6 от 14 января 1965 года Вотолинский сельсовет и деревня в Демянском районе.
После прекращения деятельности Вотолинского сельского Совета в начале 1990-х стала действовать Администрация Вотолинского сельсовета, которая была упразднена в начале 2006 года и деревня Воздухи, по результатам муниципальной реформы вошла в состав муниципального образования — Вотолинское сельское поселение Демянского муниципального района (местное самоуправление), по административно-территориальному устройству была подчинена администрации Вотолинского сельского поселения Демянского района. С 12 апреля 2010 года, после упразднения Вотолинского сельского поселения, деревня вошла в состав Ильиногорского сельского поселения.
На основании постановления Новгородской областной Думы № № 372-5ОД от 10 декабря 2012 года «Об упразднении статуса населённых пунктов Ильиногорского поселения Демянского района» был упразднён статус населённого пункта у деревни Воздухи в связи с утратой признаков населённого пункта. Законом Новгородской области № 216-ОЗ от 1 марта 2013 года деревня была исключена из состава сельского поселения.